# Балло-Туре, Фоде
Фоде́ Балло́-Туре́ (фр. Fodé Ballo-Touré; род. 3 января 1997, Конфлан-Сент-Онорин) — сенегальский и французский футболист, защитник французского клуба «Гавр» и сборной Сенегала. Бывший игрок молодёжных сборных Франции до 16 лет и до 21 года.

## Карьера
Является воспитанником футбольного клуба «Пари Сен-Жермен». Начал заниматься в нём в восемь лет, окончил академию в 2014 году. С сезона 2014/15 выступал за вторую команду. Дебютировал за неё 4 октября 2014 года в поединке против «Руа». Всего в дебютном сезоне провёл 17 встреч. Выступал за вторую команду на протяжении трёх сезонов.
1 июля 2017 года подписал контракт с «Лиллем». 6 августа 2017 года дебютировал в Лиге 1 в поединке против «Нанта», выйдя в стартовом составе и будучи заменённым после перерыва на Ромениго Куама.
10 января 2019 года стало известно, что защитник подписал с «Монако» контракт на 4,5 года. Дебютировал за команду в матче 20 тура Лиги 1 против «Олимпик Марселя».
18 июля 2021 года «Милан» объявил о трансфере Балло-Туре. Фоде подписал контракт до 30 июня 2025 года.
23 января 2025 года после расторжения контракта с «Миланом» Балло-Туре в статусе свободного агента перешёл в «Гавр».

### Международная
Балло-Туре родился во Франции и имеет сенегальское происхождение. Он был игроком сборной Франции (до 16 лет и до 21 года). Однако он решил выступать за сборную Сенегала на взрослом уровне. Он дебютировал за сборную Сенегала в матче против сборной Республики Конго 26 марта 2021 года. Матч закончился с ничейным результатом 0-0.

## Достижения

### Командные
«Милан»
- Чемпион Италии: 2021/22

Сборная Сенегала
- Обладатель Кубка африканских наций: 2021

### Награды
- Гранд-офицер Национального ордена Льва (Сенегал) (2022)

## Статистика

### Клубная
| Клуб             | Сезон            | Лига             | Лига | Лига | Национальный кубок | Национальный кубок | Кубок Лиги | Кубок Лиги | Еврокубки | Еврокубки | Дургие | Дургие | Всего | Всего |
| Клуб             | Сезон            | Чемпионат        | Игры | Голы | Игры               | Голы               | Игры       | Голы       | Игры      | Голы      | Игры   | Голы   | Игры  | Голы  |
| ---------------- | ---------------- | ---------------- | ---- | ---- | ------------------ | ------------------ | ---------- | ---------- | --------- | --------- | ------ | ------ | ----- | ----- |
| Лилль            | 2017-18          | Лига 1           | 27   | 0    | 1                  | 0                  | 1          | 0          | —         | —         | —      | —      | 29    | 0     |
| Лилль            | 2018-19          | Лига 1           | 18   | 0    | 0                  | 0                  | 0          | 0          | —         | —         | —      | —      | 18    | 0     |
| Лилль            | Всего            | Всего            | 45   | 0    | 1                  | 0                  | 1          | 0          | 0         | 0         | 0      | 0      | 47    | 0     |
| Монако           | 2018-19          | Лига 1           | 18   | 0    | 2                  | 0                  | 0          | 0          | —         | —         | —      | —      | 20    | 0     |
| Монако           | 2019-20          | Лига 1           | 21   | 0    | 2                  | 0                  | 2          | 0          | —         | —         | —      | —      | 25    | 0     |
| Монако           | 2020-21          | Лига 1           | 24   | 0    | 5                  | 0                  | 0          | 0          | —         | —         | —      | —      | 29    | 0     |
| Монако           | Всего            | Всего            | 63   | 0    | 9                  | 0                  | 2          | 0          | 0         | 0         | 0      | 0      | 74    | 0     |
| Милан            | 2021-22          | Серия А          | 4    | 0    | 0                  | 0                  | —          | —          | 2         | 0         | —      | —      | 6     | 0     |
| Всего за карьеру | Всего за карьеру | Всего за карьеру | 112  | 0    | 10                 | 0                  | 3          | 0          | 2         | 0         | 0      | 0      | 127   | 0     |